# Вырождение (Нордау)
«Вырожде́ние» (нем. Entartung, 1892) — самое известное произведение Макса Нордау. Автор подвергает резкой критике декадентство (так называемое дегенеративное искусство), а также излагает своё видение отдельных общественных проблем Европы XIX века через призму концепции вырождения.
Нордау начинает своё исследование с медицинских и социологических интерпретаций факторов, породивших описываемое им явление вырождения. Автор делит своё исследование на пять книг. В первой книге он указывает на истоки такого явления, как fin de siècle (фр. «конец века»). Нордау говорит о повсеместном моральном разложении, ниспровержении моральных ценностей. Затем на материале произведений ведущих писателей, художников, композиторов и мыслителей века — Оскара Уальда, Фридриха Ницше, Рихарда Вагнера, Хенрика Ибсена и др. — автор показывает их предрасположенность к такого рода искусству, которое можно было бы ожидать от людей с психическими заболеваниями (истериков, неврастеников и так далее). Одновременно Нордау указывает на тот факт, что их творения являются продуктом не только личным, но также продуктом общественным: из-за общей болезненной атмосферы, в которой пребывала Европа в обозначенном периоде, успех такого рода искусства был обеспечен.
Идеи, высказанные Максом Нордау, получили широчайшее распространение. Такие понятия, как вырождение, дегенерация, были приняты в качестве серьёзных медицинских терминов. Понятие дегенеративного искусства впоследствии было подхвачено национал-социалистами.